# Haploblepharus
Haploblepharus is een geslacht van Pentanchidae en kent 4 soorten.

## Soorten
- Haploblepharus edwardsii (Schinz, 1822) – Pofadderschaamhaai
- Haploblepharus fuscus Smith, 1950 – Bruine schaamhaai
- Haploblepharus kistnasamyi Human & Compagno, 2006
- Haploblepharus pictus (Müller & Henle, 1838) – Donkere schaamhaai